# Waterloo (Indiana)
Waterloo è una città degli Stati Uniti d'America, situata nello Stato dell'Indiana e in particolare nella Contea di DeKalb.